# Cyrus Byington
Cyrus Byington era un misionero cristiano de Massachusetts que trabajó con los choctaw en Misisipi y luego en el Territorio Indio, más tarde llamado Oklahoma, durante el siglo XIX. Emprendió la construcción de un lexicón de la lengua choctaw para traducir oraciones cristianas, himnos y pasajes de la Biblia. El trabajo de Byington está considerado uno de los más completos lexicones de una lengua de los nativos americanos. Trabajó casi cincuenta años traducciendo al choctaw como lengua escrita.

## Trabajo de Byington
La lengua choctaw es miembro de la familia muskogi. Está relacionada con el chickasaw y algunos lingüistas consideran estas dos variedades lingüísticas como dos dialectos de la misma lengua.

## Ortografía
El choctaw escrito está basado en la versión inglesa del alfabeto latino y fue desarrollada junto con un programa de civilización de los Estados Unidos a principios del siglo XIX.